# ビダラビン
ビダラビンまたは9-β-D-アラビノフラノシルアデニン (ara-A) とは、単純ヘルペスウイルスおよび水痘・帯状疱疹ウイルスに対して有効な抗ウイルス薬で、経口・静注・局所外用薬として使用される。

## 発見
1950年代に、カリブ海の海綿動物 Tethya crypta から2つのヌクレオシドが分離された。これはD-リボースではなくD-アラビノースを含んでいた。これらの化合物は、新世代の糖修飾ヌクレオシド類似体ビダラビン、および関連化合物シタラビンの合成をもたらした。2004年まで、臨床用途で唯一の海洋関連化合物だった。
この薬は、1960年にStanford Research Institute（現SRI International）のBernard Randall Baker研究室で合成された。
この薬は、もともと抗癌剤として意図されていた。ビダラビンの抗ウイルス活性は、最初1964年に M. Privat de Garilhe と J. De Rudder により記載された。これは、全身投与される最初のヌクレオシド類似体抗ウイルス薬であり、そしてヒトにおける全身性ヘルペスウイルス感染の治療のために認可された最初の薬剤であった。1976年にアラバマ大学バーミンガム校の研究者であり、医師である Richard J. Whitley 氏が最初に臨床的有効性を認識し、そしてビダラビンは多くのウイルス性疾患の治療に使用された。
ビダラビンは、D-リボースがD-アラビノースに置き換えられたアデノシンの類似体である。図1.1からわかるように、ビダラビンはアデノシンの立体異性体である。それは60分の半減期を持ち、そしてその溶解度は0.05 %であり、そしてその活性代謝産物に変換されると血液脳関門 (BBB) を通過することができる。

## 作用機序
ビダラビンはウイルスDNAの合成を妨害することによって作用する。それはヌクレオシド類似体であり、したがって活性であるためにはリン酸化されなければならない。上の図は、ビダラビンがキナーゼによって三リン酸ara-ATPに順次リン酸化される3段階プロセスを示す。これはビダラビンの活性型であり、ウイルスDNAポリメラーゼの阻害剤でも基質でもある。
ウイルスDNAポリメラーゼの基質として使用されると、ara - ATPはdATPを競合的に阻害して「欠陥のある」DNAの形成をもたらす。ara-ATPが多くのアデノシン塩基を置き換え、DNA鎖に組み込まれる。ara-ATPのため、ホスホジエステル架橋はもはや構築され得ず、鎖を不安定にするので、DNA合成の防止をもたらす。
ビダラビン三リン酸 (ara-ATP) RNAのポリアデニル化も阻害する。HIV - 1および他のレトロウイルスに必須のポリアデニル化を防止する。トランスメチル化反応を妨げる、S-アデノシルホモシステインヒドロラーゼ。ビダラビンに独特の二リン酸化ビダラビン (ara − ADP) も抑制効果を有する。
他のヌクレオシド類似体は、抗ウイルス効果を得るために三リン酸化する必要があるが、ara-ADPは酵素リボヌクレオチドレダクターゼを阻害する。これはヌクレオチド二リン酸の減少を防ぎ、ウイルス複製の減少を引き起こす。

## 薬剤耐性
ビダラビンは、アシクロビルやガンシクロビルなどの他の多くの現在の抗ウイルス薬よりも毒性が高く代謝安定性が低い。ビダラビン耐性ウイルス株はDNAポリメラーゼの変化を示すイノシンへのアデノシンデアミナーゼによる脱アミノ化の傾向があるこの代謝産物はまだ抗ウイルス活性を持っているが、ビダラビンの10 %しか活性がない。。腎臓によって除去されたビダラビンの60 %は、尿中に 9-β-D-arabinofuranosylhypoxanthine として排泄される。プリン環のいくらかの分解も起こり得、尿酸を形成する。アミンをメトキシ基で置換すること (ara − M) のような、ビダラビンの構造的修飾は脱アミノ化をブロックするのに部分的に有効であることが証明されている。これは、ara-Aよりも水痘・帯状疱疹ウイルスに対して約10倍高い選択性をもたらすが、ビダラビンの類似体は、リン酸化され得ないために他のウイルスに対して不活性である。ビダラビンの半減期を増加させるためにアデノシンデアミナーゼの阻害剤を使用することも試みられており、そしてdCFおよびEHNAのような薬物がわずかな成功を収めて使用されてきた。

## 合成、調製および単離
ビダラビンの化学合成は、1960年に、BR Bakerらによる潜在的な抗癌剤の開発に関する研究の一部として最初に達成された。1-β-D-アラビノフラノシルウラシル (ara-U) のユニークな生物学的性質に基づく。より具体的には、その重要な反応のいくつかは、２'－デオキシリボヌクレオシドホスホリラーゼ、メチルトランスフェラーゼ、またはヌクレオシドホスホリラーゼを用いた処理を含み、対応する5'-リン酸を与え、その5-位置でメチル化を引き起こさず、または対照的にグリコシル結合を切断しないそれぞれ5−フルオﾛ−2'−デオキシウリジン。この初期の研究は、ビダラビンを含むβ-D-アラビノフラノシル部分を有するヌクレオシドおよび Streptomyces antibioticus の発酵培養液からのビダラビンの単離に関するさらなる合成研究を推進した。
ビダラビンの潜在的な抗癌特性、抗ウイルス活性に加えて、1965年に実証された。特に言及する価値があるのは、効率的な化学的および酵素的反応、すなわち二酸化炭素の自発的分子内除去を伴うエチレンカーボネートからウリジンへのエステル交換反応であり、2,2' - O-アンヒドロ-1 -β- D-アラビノフラノシルウラシル（アンヒドロ - ara-U）を生じる。およびアンヒドロ−Ura − Uの酸加水分解。そしてβ-立体配置を完全に保持しながら、その後のアラ-Uの糖部分のアデニンの9位への酵素的トランスグリコシル化と以下の論文。結局、1984年に、これらの先駆的な合成は日本で「Arasena-A」の商品名でビダラビンの最初の商業的合成をもたらした。同じ概念を複製する酵素的アプローチも後に報告された。さらに、アラニン−Uからアデニンの9−位への酵素的トランスグリコシル化反応においてアデニンを2−フルオロアデニンで置換することにより、2−フルオロ−9 −β− D−アラビノフラノシルアデニン（フルダラビン）の効率的な合成がもたらされた。

## 選択性
ビダラビンは、IDUなどの他の抗ウイルス薬よりも薬剤耐性株が出現しにくく、IDU耐性ウイルス株の治療に使用されている。活性三リン酸代謝産物 (ara-ATP) の半減期は、非感染細胞と比較してHSV感染細胞では3倍長くなるが、選択性のメカニズムは不明である。

## 臨床適応
ビダラビンは抗ウイルス薬で、ヘルペスウイルス、ポックスウイルス、ラブドウイルス、ヘパドナウイルス、そしていくつかのRNA腫瘍ウイルスに対して有効である。HSV-1およびHSV-2によって引き起こされる急性角結膜炎および再発性表在性角膜炎の治療には、3%眼科用軟膏Vira-Aが使用される。
ビダラビンはまた、エイズ患者の帯状疱疹の治療にも使用され、病変形成とウイルス排出の期間を減少させる。静脈内投与のため入院が必要であり、以前のビダラビンの使用の多くはアシクロビルに取って代わられている。アシクロビルはより高い選択性、より低い抑制濃度および、より高い効力を有する。
毒性の副作用はまれだが、毎日高い静脈内投与量を受けている患者における悪心、嘔吐、白血球減少症および血小板 減少症などが、高濃度のビダラビンで報告されている。

## 薬物相互作用
成人T細胞白血病やリンパ腫に使用されるペントスタチンとの併用で、腎不全、肝不全。

## その他
ビダラビンは、サトウ製薬から「アラセナS」という商品名で2009年から一般用医薬品（第一類医薬品）が市販されている。